# Fra Diavolo
Fra Diavolo (literalmente ‘Fray Diablo’; 7 de abril de 1771 - 11 de noviembre de 1806) es el nombre dado popularmente a Michele Pezza, un famoso cabecilla forajido italiano que se resistió a la ocupación francesa de Nápoles y es recordado en las leyendas populares y en las novelas del escritor francés Alexandre Dumas como jefe de la guerrilla. El apodo «Fra Diavolo» le fue dado por su profesor debido a su carácter excesivamente vivo y al hábito de monje que siempre llevaba. La razón de esto es que cuando tenía cinco años cayó enfermo y su madre prestó el juramento de vestirlo siempre con ese hábito si sobrevivía.
Nació en el seno de una familia humilde en Itri. Poco se sabe con certeza de su infancia, aunque aparentemente fue conocido por cometer asesinatos y robos. Cuando el Reino de Nápoles fue invadido y se estableció la República Partenopea en 1799, el cardenal Fabrizio Ruffo, actuando en nombre del rey borbón Fernando IV, que había huido a Sicilia, emprendió la reconquista del país. Con este fin reunió bandas de campesinos, prisioneros, bandidos y otros lazzaroni (la clase social más baja) bajo el nombre de Sanfedisti o bande della Santa Fede (‘bandas de la Santa Fe’). Ruffo perdonó a Pezza sus asesinatos y le hizo jefe de una de estas bandas. Pezza hizo la guerra incansablemente contra las tropas francesas, dejando incomunicados a los destacamentos aislados y matando a rezagados y correos. Gracias a su inigualable conocimiento del país, logró interrumpir las comunicaciones del enemigo, pero falló en evitar la captura de Nápoles por los franceses en enero de 1799.
Pezza, como sus compañeros guerreros a las órdenes de Ruffo, se consideraban siervos fieles y súbditos de Fernando, vistiendo uniforme militar y ostentando rangos militares, e incluso crearon el ducado de Cassano. A pesar de esto, Pezza fue conocido por cometer muchas atrocidades. En una ocasión arrojó algunos prisioneros, hombres, mujeres y niños, por un precipicio, y en otra fusiló a setenta. Sus excesos mientras estaba en Albano fueron tales que el general napolitano Naselli le hizo arrestar y encarcelar en el castillo de San Angelo, pero fue liberado poco después. Cuando José Bonaparte fue hecho rey de Nápoles, se constituyeron tribunales para controlar el bandolerismo, y se puso precio a la cabeza de Fra Diavolo.
Tras sembrar el terror por Calabria mientras reclutaba un ejército para volver y expulsar a los franceses, cruzó a Sicilia, donde se enzarzó en más ataques contra los franceses. Regresó al continente al mando de 200 convictos, y cometió aún más excesos en la Terra di Lavoro. Pero las tropas francesas estaban alertas para capturarle y tuvo que refugiarse en los bosques de Lenola. Durante dos meses esquivó a sus perseguidores, pero al final, hambriento y enfermo, fue disfrazado a la villa de Baronissi, donde fue reconocido y arrestado, juzgado por un tribunal extraordinario, condenado a muerte y ahorcado en la plaza del mercado.

## Legado
- La ópera de Auber, Fra Diavolo, está basada en las tradiciones relacionadas con la leyenda, pero tiene poca exactitud histórica.
- El gordo y el flaco protagonizaron como Stanlio y Ollio la película de 1933 Fra Diavolo, basada en la ópera de Auber.
- Paul Féval usó al personaje de Fra Diavolo en su serie de novelas Les Habits Noirs. En ella, Michele Bozzo (sic) es un casi inmortal Coronel Bozzo-Corana, temido líder de una hermandad criminal internacional.
- Fra Diavolo es también el nombre dado a una salsa picante para pasta y marisco. La mayoría de las versiones tienen una base de tomate y emplean chiles para el picante, pero el término también se emplea para salsas que no incluyen tomate, o que usan pimienta roja u otras formas de pimientos picantes. Los autores de libros de cocina suelen afirmar que el plato fue bautizado en honor de Pezza, pero se carece de documentación. El diablo ha sido retratado disfrazado de monje mucho antes de que Pezza naciera (véase por ejemplo La trágica historia del doctor Fausto de Marlowe), por lo que existen dudas sobre este punto.